# (4522) Britastra
(4522) Britastra es un asteroide perteneciente al cinturón de asteroides, descubierto el 22 de enero de 1980 por Edward Bowell desde la Estación Anderson Mesa (condado de Coconino, cerca de Flagstaff, Arizona, Estados Unidos).

## Designación y nombre
Designado provisionalmente como 1980 BM. Fue nombrado Britastra en homenaje para conmemorar el centenario de la fundación de la Asociación Astronómica Británica.

## Características orbitales
Britastra está situado a una distancia media del Sol de 2,669 ua, pudiendo alejarse hasta 3,218 ua y acercarse hasta 2,120 ua. Su excentricidad es 0,205 y la inclinación orbital 12,51 grados. Emplea 1593 días en completar una órbita alrededor del Sol.

## Características físicas
La magnitud absoluta de Britastra es 12,2. Tiene 20,843 km de diámetro y su albedo se estima en 0,06.